# Глущенко, Олег Владимирович
Олег Владимирович Глущенко (9 августа 1975, Каменск-Уральский, Свердловская область, СССР) — киргизский и российский футболист.

## Карьера
Начинал свою карьеру в чемпионате Кыргызстана. Несколько лет отыграл за ряд команд Высшей лиги. Затем вернулся в Россию. Несколько лет выступал за любительские коллективы, затем перешёл в профессиональный клуб «Рыбинск». Несколько лет отыграл во Втором дивизионе. Завершил карьеру в «Рыбинске», который уже выступал в первенстве МФФ «Золотое Кольцо».

## Тренерская работа
После завершения карьеры остался в Ярославской области. В настоящий момент[уточнить] тренирует юношескую команду рыбинского «Вымпела».